# Larry F

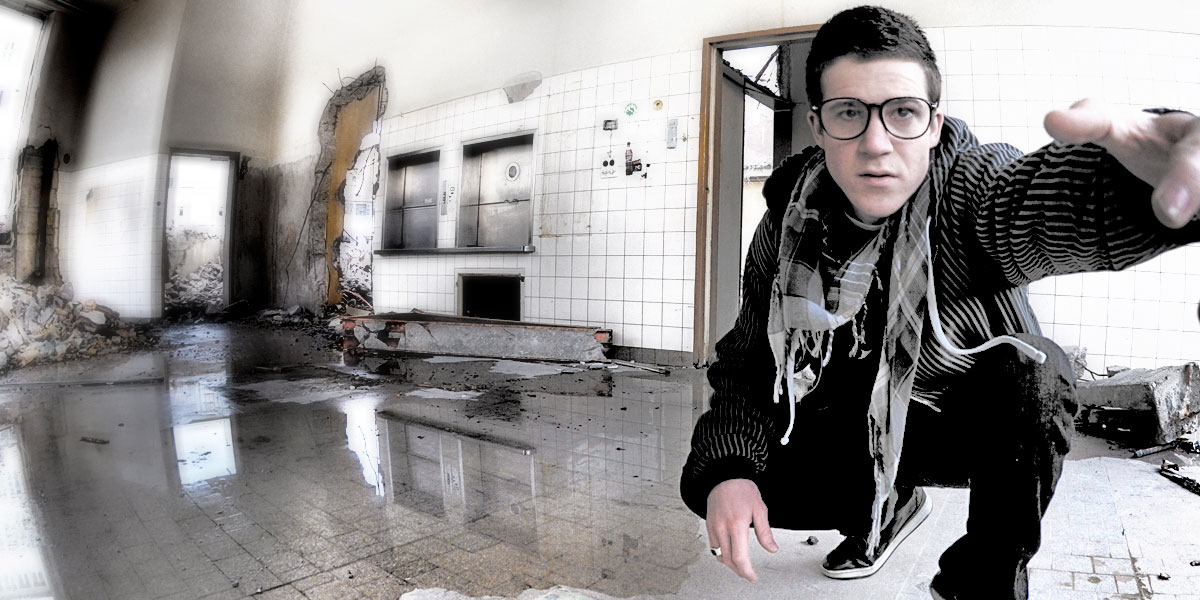
Larry F, 2009

Larry F, bürgerlich Lars Badertscher, ist ein Schweizer Rapper, Sänger und Songwriter. 
Zu dem gleichnamigen Musikprojekt gehören ausserdem Michael Schertenleib alias Impuls, der für die Kompositionen, die Produktion und das Co-Songwriting verantwortlich ist, und der Audio Engineer und Co-Produzent Simon Gasser alias Konfus.
Die Musik von Larry F bewegt sich heute im Bereich des urbanen Elektropop, mischt Hip-Hop mit Dubstep und einem kleinen Anteil Pop.

## Leben
Larry F veröffentlichte als MC Larry seine erste MC im Jahr 2000. Im Folgejahr lernte er Modo (Ugur Gültekin), Lego (Roger Gübeli) und DJ Bensai (Benjamin Rüegg), die X-Chaibä, nach einem Gig von ihnen im ZAK Jona kennen. Nachdem sie zusammen freegestylt hatten, luden die X-Chaibä Larry zu sich in den Bandraum ein. Im Jahr 2002 lernte er Joker (Thomas Schertenleib) und Konfus (Simon Gasser) an einer Gestaltungsschule kennen, an der er den Vorkurs absolvierte. Zusammen mit Joker und dessen Bruder Impuls (Michael Schertenleib) gründete er im Jahr 2003 die Focus Family. Sie gewannen den Bandcontest Band It an den Winterthurer Musikfestwochen. Die Formation löste sich kurze Zeit später auf.
Im Jahr 2006 nahmen die X-Chaibä Larry F als Mitglied auf. Es folgten zahlreiche Auftritte. Larry wurde Zweiter am My Coke Soundcheck am Open Air St. Gallen. Er hatte Gastauftritte auf dem Modo-Album Machs Dir Sälber mit dem Lied Quitz und auf der Compilation Schwiizer Rap Garde – Vol. 2 – Next Generation mit dem Lied Halbbatzig zusammen mit Baze (Chlyklass). Er war darüber hinaus Backup-Rapper auf der Machs-Dir-Sälber-Tour von Modo.
Im Jahr 2007 begann Larry F, in enger Zusammenarbeit mit Impuls, sein erstes Soloalbum (Ufojugend) zu produzieren. In der Nacht nach Christoph Blochers Abwahl schrieb er mit Impuls und Modo den Song Bye Bye Chrigi.
Im Jahr darauf lernte Larry die österreichische Rapgruppe Die Vamummtn kennen, mit denen er einige Lieder aufnahm. Mit Dä Larry hät Froid parodierte er zusammen mit Impuls den Song American Boy von Kanye West, mit dem er zum ersten Mal im grösseren Stil auf sich aufmerksam machte und mediales Interesse weckte. Während der Arbeiten zum Soloalbum brachte er im Dezember mit Joker das Mixtape Made In China raus. 
Im Jahr 2009 erschien das Soloalbum Ufojugend. Zusammen mit dem Video entwickelte sich der gleichnamige Titelsong zum YouTube-Hit. Am Tag als die Blick-Zeitung darüber berichtete, verfügte das Video über 10'000 Klicks. Larry F ging in der ganzen Deutschschweiz auf Club-Tour und wurde für zahlreiche Open Airs gebucht. Universal Music nahm den Song auf ihre Compilation Die grössten Schweizer Hits – Die Besten 2009. Während der Schweinegrippe-Epidemie schrieb er mit Impuls den Song Miss Piggy. Gemeinsam mit Impuls, Joker und Modo gründete er das Kollektiv Futurekids.
Die Ufojugend-Tour im Jahr 2010 wurde laufend durch neue Bookings erweitert. Er spielte u. a. am Openair Frauenfeld mit der Live-Band «Dubby Conquerors». Der TV-Sender 3+ benutzte den Song Ufojugend als Titellied für die Doku-Soap Jung, wild & sexy. Die zweite Videoauskopplung vom Ufojugend-Album Dä Larry hät Rächt (Regie: Joel Basman) erschien. EMI Music  nahm den Song Ufojugend auf ihre Compilation S’bescht Mundart Album wo’s git 5. Larry nahm mit Nemo (Gaugehill) einen Song für die Compilation Stägehuus Sessions Vol. 4 mit dem Titel Alles Us Em Buch auf.
Im Jahr 2011 brachten Futurekids das Album Schebegeil über EMI Music (Vertrieb) heraus. Der gleichnamige Titelsong erschien mit einem Video. Gemeinsam mit Impuls begann Larry, am zweiten Soloalbum zu arbeiten.
Im Jahr 2012 wurde Larry beauftragt, für die schweizerdeutsche Fassung des Kinofilms Titeuf – Der Film, neben Gölä und Florian Ast einen Song zu schreiben und zu interpretieren. Mit D’Chats Verlore parodierte er gemeinsam mit Impuls den Song Got 2 Luv Ya von Sean Paul. Sie arbeiteten am nächsten Soloprojekt, das im Januar 2013 erscheinen sollte.
Im Jahr 2013 steuerte Larry F für das neue Jack-Stoiker-Album den Titel D’Strass Vor Dim Hus bei.
Nach zahlreichen Auftritten dank dem Interneterfolg Ufojugend arbeiteten Larry, Impuls & Konfus im Jahr 2014 gemeinsam an einem neuen Larry-F-Album. Impuls agierte nunmehr als Executive Producer und Konfus als Co-Producer, Larry ist nach wie vor das Gesicht und die Stimme des Projektes. Im Mai 2014 erschien die erste Single, Rägeboge.

## Diskografie
| Titel              | Interpret       | Veröffentlichung             | Format   |
| ------------------ | --------------- | ---------------------------- | -------- |
| Unbenannt          | MC Larry        | 2000                         | Kassette |
| Made In China      | Joker & Larry F | 2009                         | Mixtape  |
| Ufojugend          | Larry F         | 17. April 2009, Nation Music | LP       |
| Dä Larry hät Rächt | Larry F         | 2. April 2010                | EP       |
| Schebegeil         | Futurekids      | 4. März 2011, EMI Music      | LP       |
| Rägeboge           | Larry F         | 23. Mai 2014, TBA Records    | Single   |

## Musikvideos
- 2014: Rägeboge
- 2013: D’Strass Vor Dim Hus
- 2011: Schebegeil (Futurekids)
- 2010: Dä Larry hät Rächt
- 2009: Ufojugend

## Presse
- 2009: Gabriel Brönnimann: Porno, Alk und Party (Memento vom 14. Juli 2014 im Internet Archive). In: Blick. 7. Juni 2009/19. Januar 2012
- 2009: David Cappellini: YouTube-Star sorgt international für Aufsehen. In: 20 Minuten. 29. Juli 2009
- 2011: «Schebegeil» ist das neue «Ufojugend». In: 20 Minuten. 8. März 2011
- 2014: Larry F kotzt einen Regenbogen (Memento vom 14. Juli 2014 im Internet Archive). In: tilllate.ch. 27. Mai 2014
- 2014: Divers: aightgenossen.ch (Seite nicht mehr abrufbar, festgestellt im September 2023. Suche in Webarchiven)